# 太陽がいっぱい (2000年のテレビドラマ)
太陽がいっぱい（たいようが いっぱい、朝鮮語: テヤンウン カドゥッキ、ハングル: 태양은 가득히）は、韓国KBSにて2000年9月16日から翌2001年3月18日まで放送されたテレビドラマである。全54話。

## 概要
KBS週末連続ドラマ（한국방송공사 주말연속극）にて放送された作品であり、脚本はペ・ユミとホ・ヒョンミが、演出はコ・ヨンタクおよびシン・チャンソクが担当した。
対照的なふたりの男たちの友情と、そして裏切りが描かれている。

## 登場人物
登場人物はおよびに基づく。
| 俳優             | 役名                 | 作品中の設定等                                                                                               |
| ユ・ジュンサン   | カン・ミンギ         | 主人公。幼少時母親に捨てられ、出世して母親に復讐しようと考えている。妊娠中のチスクを捨ててカフンと結婚する。 |
| パク・サンミン   | チャン・ホテ         | ミンギの友人。ミンギの学費を出すために進学を諦めて工事現場で働く。                                           |
| キム・ジス       | パク・チスク         | ソウルの下宿屋の娘。ミンギと愛し合うが彼に捨てられ未婚のまま息子を産んだ。                                   |
| キム・ミン       | ソ・ガフン           | ソ会長の娘（キム・ビョンギュの養女）でチェイルグループ相続人。ホテの元恋人でのちミンギの妻。                 |
| キム・ムセン     | ソ・ビョンチョン会長 | カフンの実父でチェイルグループ会長。ミンギを気に入りカフンと結婚させた。                                     |
| チャン・ヨン     | キム・ビョンギュ     | カフンの継父。                                                                                               |
| チェ・ジェウォン | パク・ヒョンド       | |
| チョン・ダビン   | カン・ミンジュ       | |
| イ・ウンギョン   | カン・ムニ           | |
| イ・ヒョチュン   | ミン・ヘスク         | ミンギの母親。彼を捨てて後再婚する。                                                                         |
| ソン・ジェホ     | パク・チョルス       | 下宿屋の経営者でチスクの父。                                                                                 |
| キム・チャンスク | イ・ヨンヒ           | |
| イ・ジョンギル   | ヘスクの夫           | ミンギが買収を計画する建設会社の社長。                                                                       |

## 韓国国外での放送

### 日本
スカパー!系チャンネルのKBS Worldにて、2009年10月23日27時50分より放送された。月曜日から金曜日までの週5日放送された。